# Monti Cambrici
I Monti Cambrici (Cambrian Mountains in inglese) sono una catena montuosa che attraversa il Galles centrale.

## Geografia
La catena dei monti Cambrici attraversa tutto la parte centrale del Galles, da nord a sud ed è compresa tra le tre contee di Ceredigion, Powys e Carmarthenshire. È costituita da rocce.
La catena si estende dai monti di Snowdonia a nord-ovest fino ai monti di Brecon Beacons a sud-est. A nord si eleva l'Aran Fawddwy, che raggiunge i 905 metri. A partire dagli anni Cinquanta l'area dell'Aran Fawddwy viene considerata parte dei monti di Snowdonia. Indubbiamente i monti Cambrici raggiungono la massima elevazione con il Plynlimon di 752 metri, posto nella fascia centrale. 
Su entrambi i versanti montuosi scendono numerosi fiumi che scavano ampie valli. Verso la baia di Cardigan a ovest defluiscono il Dyfi, il Rheidol, l'Ystwyth ed il Teifi. Dal lago di Llyn Brianne scende invece verso il Canale di Bristol il fiume Tywi. Defluiscono verso il versante orientale i fiumi: Efyrnwy, Severn, Ithon, Wye e Irfon. Oltre al Llyn Brianne posto a sud, i monti Cambrici sono contraddistinti da molti altri laghi profondi. Tra questi i principali sono, da nord a sud: il Llyn Efyrnwy, il Nant-y-moch Reservoir, il Llyn Clywedog, il Craig Goch Reservoir e il Claerwen Reservoir.
Questa area inospitale e scarsamente popolata viene spesso definita come "Deserto del Galles".

## Storia
I monti Cambrici hanno rappresentato storicamente una barriera naturale contro le invasioni da est che si sono succedute nel corso dei secoli, ma sono stati anche storicamente attraversati da numerose vie di collegamento tra l'Inghilterra ed il Galles occidentale.
A partire dal 1965 è stata proposta la creazione di un parco nazionale per la protezione dei monti.
Dal 2004 a Cefn Croes, nella fascia centrale dei monti, è iniziata la costruzione di una centrale eolica che ha provocato molte controversie. La centrale che dispone di 39 turbine è entrata in funzione nel 2005.